# NGC 794
NGC 794 è una galassia lenticolare situata nella costellazione dell'Ariete, a una distanza di circa 383 milioni di anni luce dalla nostra Via Lattea.

## Scoperta
La galassia è stata scoperta il 15 ottobre 1784 dall'astronomo britannico di origine tedesca William Herschel.